# Олександр Димитров
Олександр Димитров (мак. Александар Димитров) (1949), македонський державний діяч, дипломат.

## Біографія
Народився 29 листопада 1949 року в Скоп'є. Член партії Демократична альтернатива.
З 1998 по 2000 — міністр закордонних справ Македонії.
У січні 1999 — встановив дипломатичні відносини з Тайванем і відвідав Тайбей, після чого 09 лютого 1999 року Китай розірвав дипломатичні відносини з Македонією.